# NGC 2704
NGC 2704 = IC 2424 ist eine Balken-Spiralgalaxie vom Hubble-Typ SBab mit aktivem Galaxienkern im Sternbild Luchs am Nordsternhimmel. Sie ist schätzungsweise 317 Millionen Lichtjahre von der Milchstraße entfernt und hat einen Durchmesser von etwa 95.000 Lichtjahren.
Im selben Himmelsareal befindet sich u. a. die Galaxie NGC 2691.
Das Objekt wurde am 18. März 1787 von Wilhelm Herschel entdeckt.